# FC Politehnica Timișoara II
FC Politehnica Timișoara II a fost echipa a doua a clubului de fotbal desființat FC Politehnica Timișoara. La momentul desființării din 2012, echipa evolua în Liga a III-a.

## Jucători notabili
- Cristian Daminuță
- Srdjan Luchin
- Costel Pantilimon
- Gabriel Torje
- Ioan Mera
- Mircea Axente
- Cristian Scutaru
- Artur Pătraș
- Iasmin Latovlevici
- Adrian Popa